# Central nuclear de Paks
La Central nuclear de Paks ( en húngaro: Paksi atomerőmű)  está ubicada a 5 kilómetros (3,1 millas) de Paks, en el centro de Hungría, es la primera y única planta nuclear que opera en ese país europeo. En total, sus cuatro reactores producen más del 40 por ciento de la energía eléctrica generada en el país. VVER es la designación soviética para un reactor de agua a presión. El número que sigue VVER, en este caso 440, representa la potencia de salida del diseño original. El VVER-440 modelo V213, era un producto de los primeros requisitos de seguridad estándar elaborados por los diseñadores soviéticos.